# Александров Анатолій Петрович
Анато́лій Петро́вич Алекса́ндров (31 січня (13 лютого) 1903 , Тараща, Київська губернія  — 3 лютого 1994 , Москва ) — радянський фізик, фахівець з атомної фізики й енергетики. Академік АН СРСР (від 1953; від 1991 — РАН), президент АН СРСР (1975—1986). Член ЦК КПРС у 1966—1989 роках. Депутат Верховної Ради СРСР 5—6-го, 10—11-го скликань.

## Біографічні відомості
Народився 31 січня (13 лютого) 1903 року в Таращі (тепер — Київська область) в родині мирового судді, надвірного радника Петра Павловича Александрова. Навчався в 1-му Київському реальному училищі. Від 1916 року навчався в фізико-хімічному гуртку середніх шкіл м. Києва. Разом з іншими членами гуртка організував при ньому електротехнічну групу.
Після закінчення школи вступив до Київського університету. Працював у Київському рентгеновському (медичному) інституті в рентгено-фізичному відділі. 1930 р. закінчив фізико-математичний факультет Київського університету.
Працював учителем у київських школах. В 1929 році розпочав наукову працю. Експериментальні праці Александрова та інших працівників відділу (ним керував професор В. К. Роше) зацікавили Абрама Йоффе — і 1930 року молодих учених запросили до праці в Ленінград у фізико-технічний інститут.
У 1930-х роках на основі експериментальних досліджень механічних і електричних властивостей високополімерних сполук створив теорію релаксації в полімерах, яка тепер загальновизнана. Згодом Александров захистив дисертацію. 1933 року розробив методи отримання морозостійкоі гуми із синтетичних каучуків, який широко застосовувався в авіації та артилерії.
1935 року Анатолій Александров, Серафим Журков і Павло Кобеко разробили статистичну теорію твердості, яка стала основою сучасної фізичної теорії довговічності твердих тіл.
У роки Другої світової війни Александров керував працями по захисту кораблів від магнітних мін і торпед, разом з Ігорем Курчатовим і Володимиром Тучкевичем винайшов метод протимінного захисту, завдяки чому під час війни жодний корабель, споряджений цією захисною системою, не загинув від магнітних мін.
В 1943 Александров почав працювати над створенням атомної зброї. Трохи пізніше став заступником Ігоря Курчатова в так званій Лабораториї № 2 АН СРСР (тепер — Інститут атомної енергії імені І. В. Курчатова).
У 1946—1955 роках працював директором Інституту фізичних проблем АН СРСР — на цю посаду був призначений замість опального П. Л. Капіци. В 1955 став заступником директора ІАЕ, в 1960, після смерті Курчатова, — директором. З 1988 року — почесний директор Інституту атомної енергії імені Курчатова.
З ініціативи Александрова та за його участі розроблено та побудовано судові енергетичні установки для атомних криголамів «Ленін», «Арктика», «Сибір».
1953 року Александрова обрали дійсним членом АН СРСР, 1975 року — президентом Академії (на цій посаді він перебував 11 років — до 1986 року).
Великою «творчою трагедією» стала для Александрова аварія на Чорнобильській АЕС 26 квітня 1986, за яку він як головний фізик-ядерник країни, під загальним керівництвом котрого розроблялись і впроваджувались у практику атомний реактори РБМК-1000, теж несе відповідальність. За його словами, «від цього часу моє життя закінчилося — і творче також».[джерело?]

## Період становлення та громадянська війна
Анатолій Петрович Александров народився 31 січня (за старим стилем) чи 13 лютого (за новим стилем) 1903-го року в місті Тараща Київської губернії. Його батько був мировим суддею Таращанського повіту. Мати, Елла Едуардівна, в дівочості мала прізвище Классон, була дочкою фармацевта, вихідця зі Швеції, та гувернантки, уродженки Дрездена. Старший брат Елли Едуардівни, Роберт Едуардович, хрещений батько Анатолія, пізніше став відомим інженером-енергетиком, та був співавтором плану ГОЕЛРО. В Анатолія була старша сестра Велерія та старший брат Борис. Мати Анатолія померла коли йому було три роки, і він її майже не пам'ятав. Згодом батька перевели до Київського обласного суду (9-те громадське відділення). Поряд з судовою діяльністю, в Києві батько викладав у середній школі.
1910 року Анатолій Александров розпочав навчання в 1-му Київському реальному училищі (яке після революції стало 6-ю трудовою школою) де в той час уже вчився його старший брат. Особливих нахилів до навчання Александров в той час не проявляв. Фізикою зацікавився він за наступних обставин. При першій Київській гімназії (колишнє приміщення першої Київської гімназії — це сучасний гуманітарний корпус Київського університету імені Тараса Шевченка) працював середньошкільний фізико-хімічний гурток. До роботи гуртка залучалися не лише гімназисти, а й учні інших навчальних закладів Києва. Серед відвідувачів гуртка був і Александров. Сам Александров пізніше згадував про цей період так:

| «Ми не лише готували шкільні досліди, але й виготовляли різноманітні прилади, електрометр, я пам’ятаю, ми виготовляли. Коли я розпочинав там, то мені було років 13. І ось пам’ятаю, тоді на зустрічі гуртка я робив дуже велику доповідь про рентгенівські промені і про те, що можна з їх допомогою отримувати, і як їх самих створювати, і різні конструкції променевих трубок показував». |
В період громадянської війни, Київ часто переходив з рук в руки. 31 серпня 1919 року в місто увійшли частини білої армії. За свідченнями очевидців, кияни радісно зустріли білогвардійців. Молодь охоче поповнювала лави білогвардійців. Серед інших добровольців був і 16-річний випускник гімназії — Анатолій Александров. Разом з ними Александров брав участь у наступі на Москву, жорстоких боях під Орлом, переживав труднощі відступів, брав участь у обороні Перекопу.
В білогвардійському Криму, в обороні якого брав участь Александров, жив ще один засновник радянської ядерної фізики — Ігор Курчатов.
Після здачі Криму, Александров попадає в полон до червоних. Після евакуації Врангеля, в полон до червоних потрапили тисячі білогвардійців, що повірили обіцянкам Фрунзе пощадити всіх хто здасться в полон. Ці, як і багато інших обіцянок, більшовики не виконали і влаштували в Криму справжню бійню. Полонених та біженців, що належали до буржуазії, розстрілювали в балках, скидали зі скель, топили з кораблів та просто забивали до смерті.
Засудженому до страти Александрову вдалося втекти. До 1924 року він переховувався у брата в селі Мар'янівка (те саме село поблизу Гребінок, в якому народився відомий оперний співак Козловський). Лише 1924 року, коли червоний терор трохи притих, Александров повертається до Києва для того, щоб здобути освіту.
Деякі джерела свідчать, що Александров мав білогвардійські нагороди, але ця інформація, мабуть, є хибною, адже, як відомо, в білій армії за братовбивчу війну нагород не давали.

## Нагрудний знак «Академік Александров»
Нагрудний знак створено наказом російської держкорпорації «Росатом» 27-го листопада 2009-го року. Знак вручається держкорпорації «Росатом», її організацій та інших організацій, що працюють в області використання атомної енергії, за досягнення та заслуги в області використання атомної енергії, в освоєнні світового океану та розвитку атомного флоту.
В основі знака лежить лавровий вінок з жовтого металу, орієнтований по вертикалі. Вінок трохи перекриває фігурна червона стрічка з написом у центрі «А. П. Александров». Вінок та стрічка накладені на якір. Всередині вінка, посередині синього поля, великий медальйон з білого металу з барельєфом А. П. Александрова та схематичним розташуванням над ним орбіти електронів. Знак кріпиться до стандартної п'ятикутної колодки покритої шовковою стрічкою. Кольори лівої сторони стрічки: червоний, помаранчевий, блакитний. Кольори правої сторони стрічки: жовтий, синій, червоний.

## Цікавий факт
На засіданні Президії Академії наук СРСР академік Александров оголосив:
 — Сьогодні нам належить вирішити безпрецедентне питання про виведення Сахарова із членів академії.
 — Чому безпрецедентний, — не погодився академік Капиця, — свого часу Гітлер позбавив звання академіка Ейнштейна.
 — Переходимо до наступного питання, — сказав Александров.

## Премії та нагороди
- 1942, 1949, 1951, 1953 — Сталінська премія.
- 1959 — Ленінська премія.
- Тричі Герой Соціалістичної Праці (1954, 1960, 1973).
- Дев'ять орденів Леніна, інші ордени.
- 1968 — Золота медаль імені І. В. Курчатова.
- 1978 — медаль Ломоносова та медаль Вавилова.